# 講談社文芸文庫
講談社文芸文庫（こうだんしゃぶんげいぶんこ）は、講談社が発行している文庫判の叢書である。主に純文学、文芸評論の収録が多い。
2004年、毎日出版文化賞企画部門を受賞した。

## 沿革と概要
1988年1月に、純文学系統の作品を系統的に収録する目的で創刊された。読みやすさを追求するために、ほかの講談社の文庫よりやや大きめのサイズ（新潮文庫と同じくらいの日本目録規則による大きさ表記では16cmとなるもの）にして、活字の大きさもやや大きめの10ポイントを採用した。表紙の装幀、デザインは菊地信義による。創刊から数年間は、表紙の題名は銀色、金色、赤銅色の浮かし文字だったが、後にコスト削減のため通常の印刷となり、紙質も当初のものより落としている。レーベルの性質上価格設定は高く、近年は上昇しつつある(本体価格1800円から2000円程度が標準)。刊行ペースは創刊当初は毎月4冊が基本であったが、2001年から毎月3冊刊行となり、2017年からは毎月2冊から1冊刊行が基本となっている。一時期は新刊時の帯も無くしたが、創刊20周年を迎える頃から復活した。
刊行内容は、講談社文庫で出していた純文学系作品の新装版や、今までの文庫本ではあまり採用されなかった純文学の作品、外国文学者のエッセイ集を絶版状態から刊行することが多い。柄谷行人、花田清輝などの評論にも力を入れており、作家では講談社と繋がりが強い大江健三郎や古井由吉、井伏鱒二などが多い。また吉田健一、白洲正子、木山捷平といった玄人好みのエッセイを収録した「現代日本のエッセイ」シリーズがある。また「現代日本の翻訳」のシリーズ名で堀口大學『月下の一群』を始め十数冊が刊行された。2007年ごろからは講談社学術文庫や、他社（新潮文庫、ちくま学芸文庫、中公文庫など）も含めた文芸書の復刊が増え始めた。
1997年春からは、ヘンリー・ジェームス、ゲーテ『ファウスト』等の、外国文学名作の訳を刊行開始。また実験的な米文学作品ではヘンリー・ミラー『南回帰線』や小島信夫訳によるシャーウッド・アンダーソン『ワインズバーグ・オハイオ』などを、また西洋古典文学作品として岡道男訳によるアポロニオス『アルゴナウティカ』やアントーニーヌス・リーベラーリス『メタモルフォーシス』などを出している。外国文学ではオリジナルの新訳(千石英世によるハーマン・メルヴィル『白鯨』など)も刊行している。
独自の特徴として、刊行時に著者が存命の場合、本文の後に「著者から読者へ」と題した短文が掲載される。これは書き下ろしのオリジナルエッセイで、作品執筆時の思い出などの文章が収録されている。またその後に、専門家や親交のある文学者による解説や作家案内をはさんで、「著書目録」も掲載されている。これは著者の作品を「単行本」、「文庫」、「全集」等に分類した上で刊行順に一覧にしたもので、こちらも著者存命の場合は本人の校閲を経ており、信頼性の高いリストとなっている。「著書目録」は長年、大半が刊行時に購入可能な書目のみの掲載だったが、現在は刊行された全点を掲載しているものが多い。
当初は品切れをなるべく出さない方針であったが、刊行開始約10年目を経た辺りからは品切書目を出さざるを得なくなり、初版のみで品切となった書目も多い(小島信夫『墓碑銘』、ベンヤミン『ドイツ悲哀劇の根源』など)。不定期に「復刊」と銘打って重版を行うこともあるが、これらの書目はあくまでも品切の扱いであり絶版となった訳ではないので、実際には増刷の形である。
2016年から拡大コピーによる「講談社文芸文庫ワイド」の刊行を開始。